# El Llanito
El Llanito es una localidad del estado mexicano de Guanajuato. Es parte del municipio de Dolores Hidalgo.

## Demografía
| Gráfica de evolución demográfica |
|                                  |

| Censo | Población |
| ----- | --------- |
| 1900  | 389       |
| 1910  | 452       |
| 1921  | 308       |
| 1930  | 347       |
| 1940  | 260       |
| 1950  | 359       |
| 1960  | 451       |
| 1970  | 481       |
| 1980  | 416       |
| 1990  | 1 001     |
| 2000  | 1 092     |
| 2010  | 1 186     |
| 2020  | 1 046     |